# Ubóstwo menstruacyjne

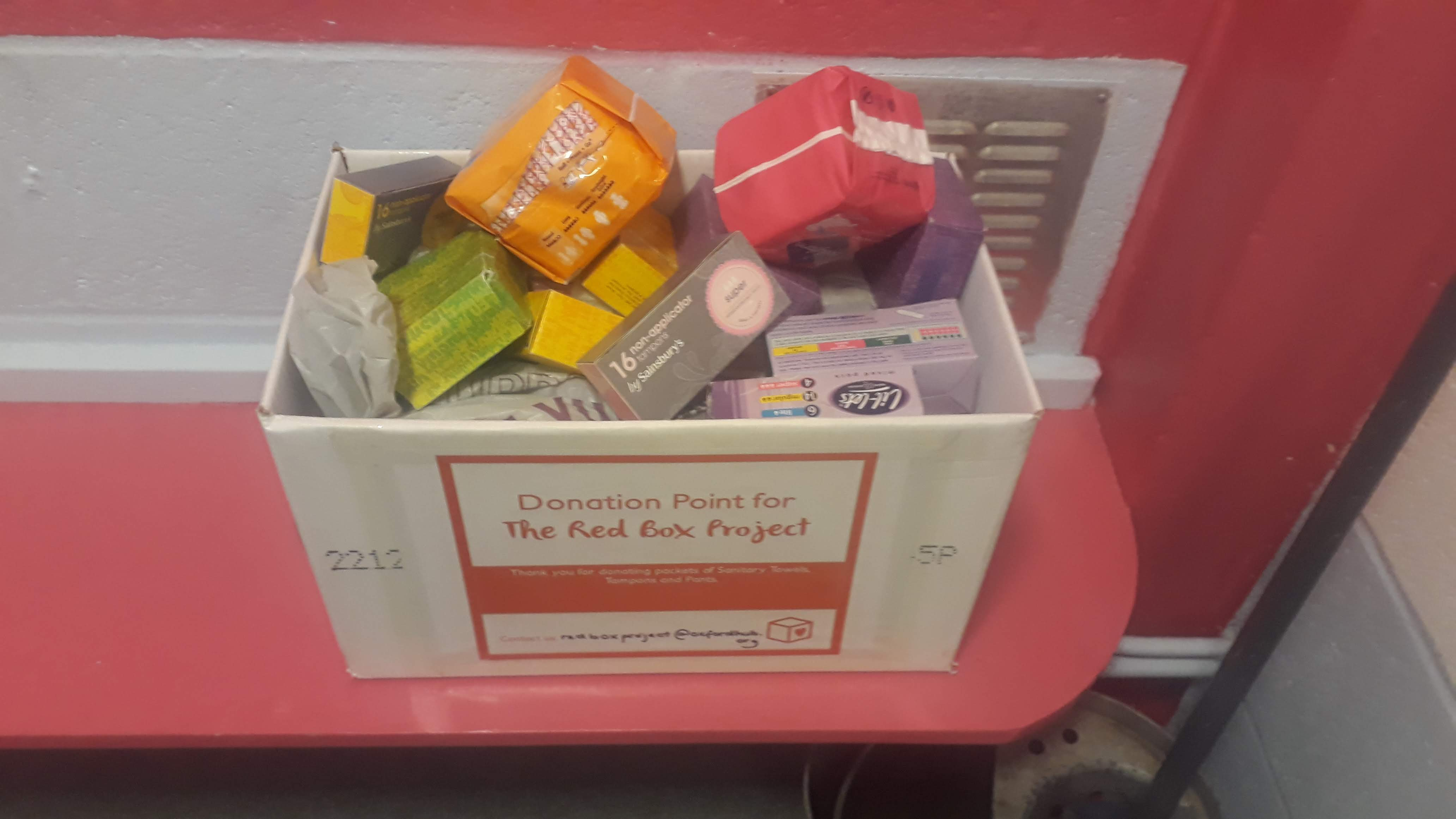
Zbiórka produktów higienicznych prowadzona przez Red Box Project

Ubóstwo menstruacyjne – ograniczenie z powodów ekonomicznych dostępu do produktów higienicznych tj. tamponów, podpasek czy kubeczków menstruacyjnych, ale także do edukacji związanej z okresem, czy odpowiednich warunków umożliwiających dbanie o higienę.
Według danych UNICEF-u z 2015, na całym świecie z 1,9 miliarda kobiet, 500 milionów nie może w pełni dbać o higienę podczas okresu, natomiast 130 milionów opuszcza z tego powodu lekcje w szkole. Statystycznie kobieta przechodzi w życiu od 350 do 450 miesiączek, co dla Polki wiąże się z wydatkami wynoszącymi łącznie od 6 do nawet 36 tysięcy złotych.
Od 2014, w dniu 28 maja na całym świecie obchodzony jest Dzień Higieny Menstruacyjnej, dzień miesiąca został wybrany na 28., gdyż średnia długość cyklu miesiączkowego trwa 28 dni.

## Ubóstwo menstruacyjne w poszczególnych krajach Europy

### Polska

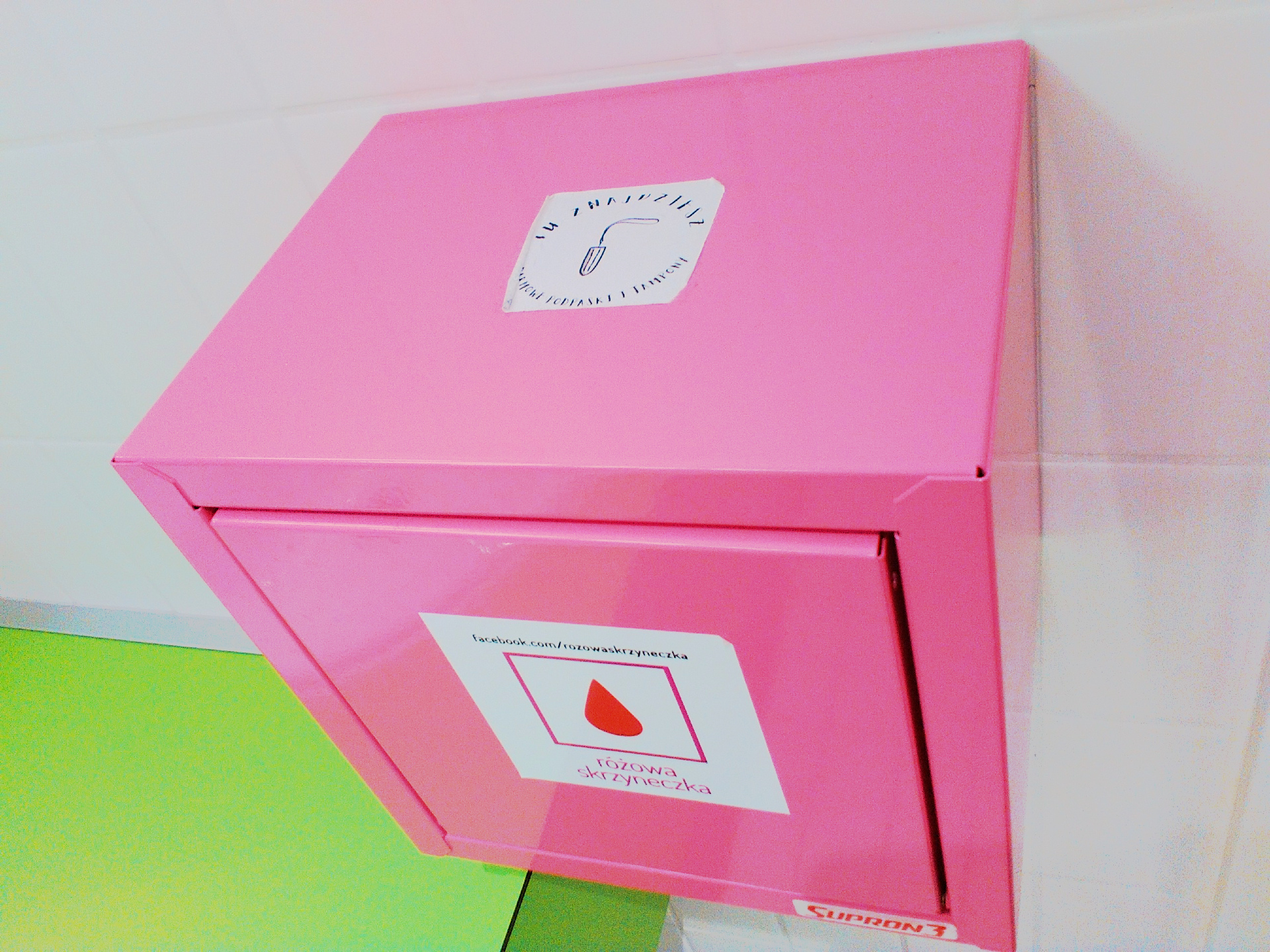
Różowa Skrzyneczka

Z raportu Kulczyk Foundation i Founders Pledge wynika, że co piąta Polka nie ma środków na zakup odpowiednich środków menstruacyjnych. Zamiennie wykorzystują one watę, skarpetki, tekturę czy foliowe reklamówki.
W 2019 w Polsce stawka podatku VAT na środki menstruacyjne została obniżona z 8% do 5%. W 2020 powstała fundacja Akcja Menstruacja, która walczy z ubóstwem menstruacyjnym poprzez zbiórki produktów higienicznych, zaopatrza w nie szkoły średnie w ramach programu Hej, Dziewczyny!, a także zakłada Punkty Pomocy Okresowej, w których znajdują się darmowe podpaski i tampony.
W 2021 powstała Okresowa Koalicja – zrzeszenie organizacji oraz osób aktywistycznych i eksperckich, zajmujących się tematem miesiączki. 8 marca 2021 Koalicja ogłosiła manifest na rzecz przeciwdziałania problemowi ubóstwa i wykluczenia menstruacyjnego. Został on podpisany przez: Fundację „Akcja Menstruacja”, dr n. hum. Alicję Długołęcką (terapeutkę i edukatorkę seksualną), dr hab. Iwonę Chmurę-Rutkowską (Uniwersytet im. Adama Mickiewicza w Poznaniu/Fundacja Ja, Nauczyciel), Fundację „One Day”, Fundację „Pokonać Endometriozę”, Grupę Ponton, Natalię Miłuńską (miesiaczka.com), Kulczyk Foundation, moonka, Panią Miesiączkę, Polski Czerwony Krzyż, Różową Skrzyneczkę, Stowarzyszenie „Pogotowie Społeczne” oraz Szajn.
8 października 2022 podczas Kongresu Kobiet we Wrocławiu, Dominika Kulczyk zapowiedziała powstanie pierwszego obywatelskiego projektu ustawy o darmowych podpaskach w polskich szkołach, nad którego założeniami pracuje Okresowa Koalicja.
22 sierpnia 2024 r. Ministerstwo Edukacji Narodowej ustanowiło program pod nazwą „Doposażenie szkół w środki higieny menstruacyjnej”. W ramach tego programu organizację pozarządkowe mogą otrzymać dotację na zakup środków higieny menstruacyjnej, organizację zajęć i spotkań o charakterze profilaktycznym przeciw wykluczeniu menstruacyjnemu uczennic. Program ma na celu doposażenie minimum 500 szkół w środki do higieny menstruacyjnej. 

### Niemcy
W 2019 berlińska agencja Scholz&Friends wydała The Period Book. Jej celem było ukazanie różnic w stawkach podatku VAT, który w Niemczech w przypadku środków menstruacyjnych wynosi 19%, a w przypadku książek 7%. W książce oprócz 46 zabawnych historii o menstruacji znajdowało się także 15 sztuk tamponów organicznych.
W listopadzie 2019, w wyniku rozgłosu medialnego i nacisku opinii publicznej, w Bundestagu przegłosowano ustawę, kwalifikującą tampony, podpaski i wkładki do grupy produktów niezbędnych, tym samym obniżając ich opodatkowanie do 7%. Ustawa weszła w życie 1 stycznia 2020.

### Szkocja
Od 2018 w Szkocji obowiązują przepisy nakazujące umieszczanie bezpłatnych środków menstruacyjnych w szkołach oraz na uczelniach wyższych. Z badania przeprowadzonego na zlecenie rządowej organizacji młodzieżowej Young Scot wynika, że 25% młodych Szkotek przynajmniej raz nie miało pieniędzy na zakup menstruacyjnych środków higienicznych, natomiast 10% Szkotek doświadcza tego regularnie.
26 listopada 2020, z inicjatywy Partii Pracy, na terenie całej Szkocji wprowadzono powszechny dostęp do darmowych środków higienicznych dla osób menstruujących. Roczny koszt tego przedsięwzięcia to około 24 miliony funtów.
Od 1 stycznia 2021 stawka podatku VAT na środki higieniczne do menstruacji została obniżona w Wielkiej Brytanii z 5% do 0%..

### Francja
Według badań Francuskiego Instytutu Opinii Publicznej aż 1,7 milionów Francuzek nie ma dostępu do podstawowych środków higienicznych.
W lipcu 2019 powstał kolektyw Ça va saigner. Swoimi działaniami wzywał kobiety do walki ze zbyt wysokimi cenami produktów menstruacyjnych, a także normalizował miesiączkę w przestrzeni publicznej, poprzez zamieszczanie w mediach społecznościowych zdjęć zakrwawionej bielizny. 
23 lutego 2021 minister szkolnictwa wyższego Frédérique Vidal ogłosiła, że w ciągu kilku tygodni maszyny zawierające bezpłatne tampony, podpaski oraz inne produkty sanitarne zostaną zainstalowane w akademikach i uniwersyteckich punktach zdrowotnych.

## Ubóstwo menstruacyjne w poszczególnych krajach Azji

### Indie

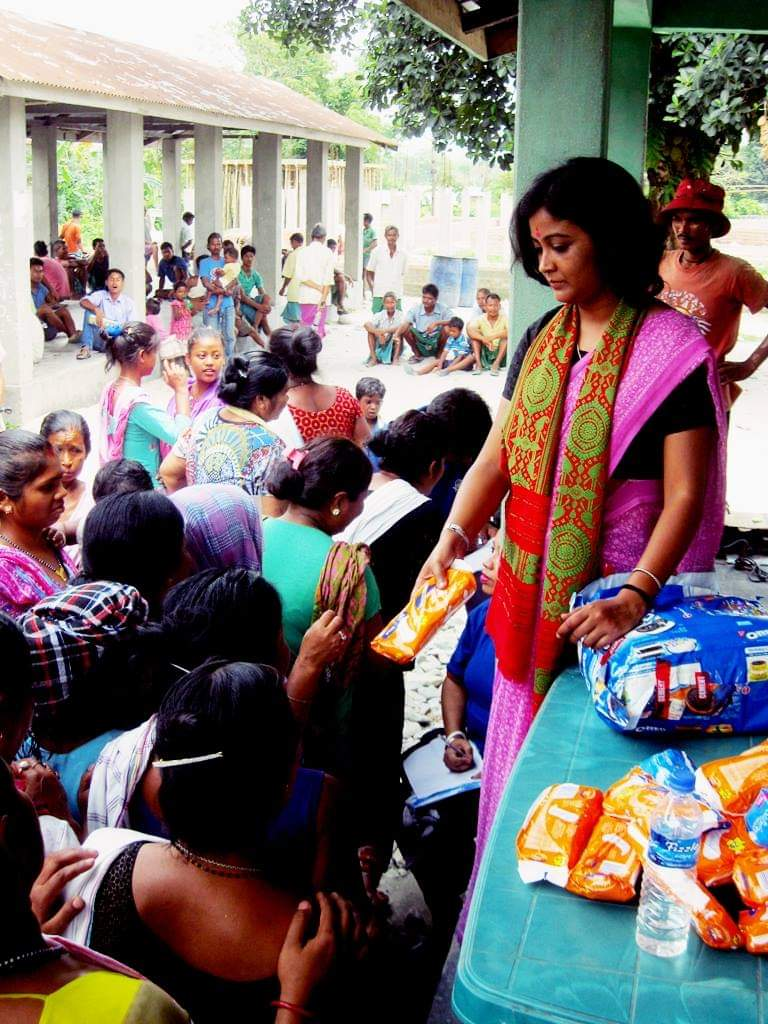
Archana Borthakur rozdająca podpaski potrzebującym w Chirang, w stanie Asam w Indiach.

Szacuje się, że w Indiach zaledwie 10% osób menstruujących ma dostęp do produktów higienicznych podczas miesiączkowania.
W 2013 powstał The Pad Project, w ramach którego nakręcono krótkometrażowy film dokumentalny Okresowa rewolucja (w 2018 nagrodzony Oscarem w kategorii "Najlepszy krótkometrażowy film dokumentalny"). Opowiada on o grupie dhakijek, które postanowiły zawalczyć z ubóstwem menstruacyjnym, własnoręcznie produkując podpaski z celulozy, korzystając z urządzenia Arunchalama Murungananthama.
W lipcu 2017 stawka opodatkowania VAT na produkty menstruacyjne została podniesiona do 12%, co wywołało liczne protesty. Po uruchomieniu internetowej petycji, pod którą podpisało się 400 tysięcy osób, 21 lipca 2020 podatek został zniesiony. 

### Korea Południowa
Korea Południowa jest z jednym z niewielu krajów, w których na produkty menstruacyjne nałożona jest najniższa stawka opodatkowania VAT, jednak mimo to ich ceny są jednymi z najwyższych na świecie (cena produktów menstruacyjnych, potrzebnych kobiecie w trakcie jednego okresu jest równa wynagrodzeniu za godzinę pracy za płacę minimalną). 
W 2017 fundacja Good Neighbours nagłośniła historię 16-letniej dziewczynki, która z powodu braku pieniędzy na zakup odpowiednich produktów higienicznych, owijała podeszwę buta w chusteczki, co po pewnym czasie spowodowało powstanie niebezpiecznego dla jej zdrowia guzka w macicy. Reakcją rządu na tę sprawę było wprowadzenie w listopadzie 2017 poprawki do ustawy o pomocy społecznej dla młodzieży, która zagwarantowała bezpłatny dostęp do środków higienicznych dla dzieci i młodzieży. 

### Japonia
W 2019 podatek VAT na produkty menstruacyjne w Japonii został podniesiony z 8% do 10%. W październiku 2019 organizacja #menstruation for everyone uruchomiła petycję, która ma na celu redukcję tej stawki. 
Aby walczyć z tabuizacją menstruacji, w 2017 powstała manga Seiri-chan, w której główną postacią jest Pani Miesiączka.

### Tajlandia
W grudniu 2019 tajlandzka parlamentarzystka Ketpreeya Kaewsanmuang nagłośniła problem klasyfikacji środków menstruacyjnych, jako produktów "luksusowych", co powoduje, że nałożony na nie podatek VAT wynosi 40%. 
Z wyliczeń firmy Citron Hygiene wynika, że koszt produktów higienicznych, które przeciętna osoba menstruująca zużywa w trakcie jednej miesiączki, to ponad 12% dziennego wynagrodzenia minimalnego. Co więcej, w Tajlandii nie istnieją żadne organizacje zajmujące się problemem ubóstwa menstruacyjnego, przez co badania, które pomogłyby określić skalę problemu, nie zostały jeszcze przeprowadzone. 

### Nepal
83% Nepalek jest w pewien sposób wykluczonych z życia publicznego w trakcie okresu. Pomimo zakazu wprowadzonego w 2005, praktykowana jest tradycja Chhaupadi – na czas miesiączki kobiety są izolowane od reszty rodziny, nie wolno im dotykać mężczyzn, ani z nimi przebywać, a ich dieta może się składać wyłącznie z ryżu. Wynika to z przekonania, że menstruujące kobiety są nieczyste, dlatego w trakcie okresu przebywają one w specjalnych chatach menstruacyjnych, w których są narażone na śmiertelne ukąszenia węży, przemoc fizyczną i seksualną oraz zatrucie tlenkiem węgla z powodu niedostatecznej wentylacji chaty. 
Badania przeprowadzone w 2018 przez Prabishę Amatyę ukazały, że 72% nastolatek jest zmuszanych do życia w chatach menstruacyjnych w trakcie miesiączki, 70% owych chat nie posiada toalet, 38% nie posiada materaca, ani koca, a 26% wentylacji. Z tych powodów zarejestrowano co najmniej kilkanaście zgonów, jednak dopiero w grudniu 2019 po raz pierwszy skazano osobę, zmuszającą do tego członkinię swojej rodziny, której pobyt w chacie w trakcie okresu zakończył się śmiercią. 

## Ubóstwo menstruacyjne w poszczególnych krajach Afryki

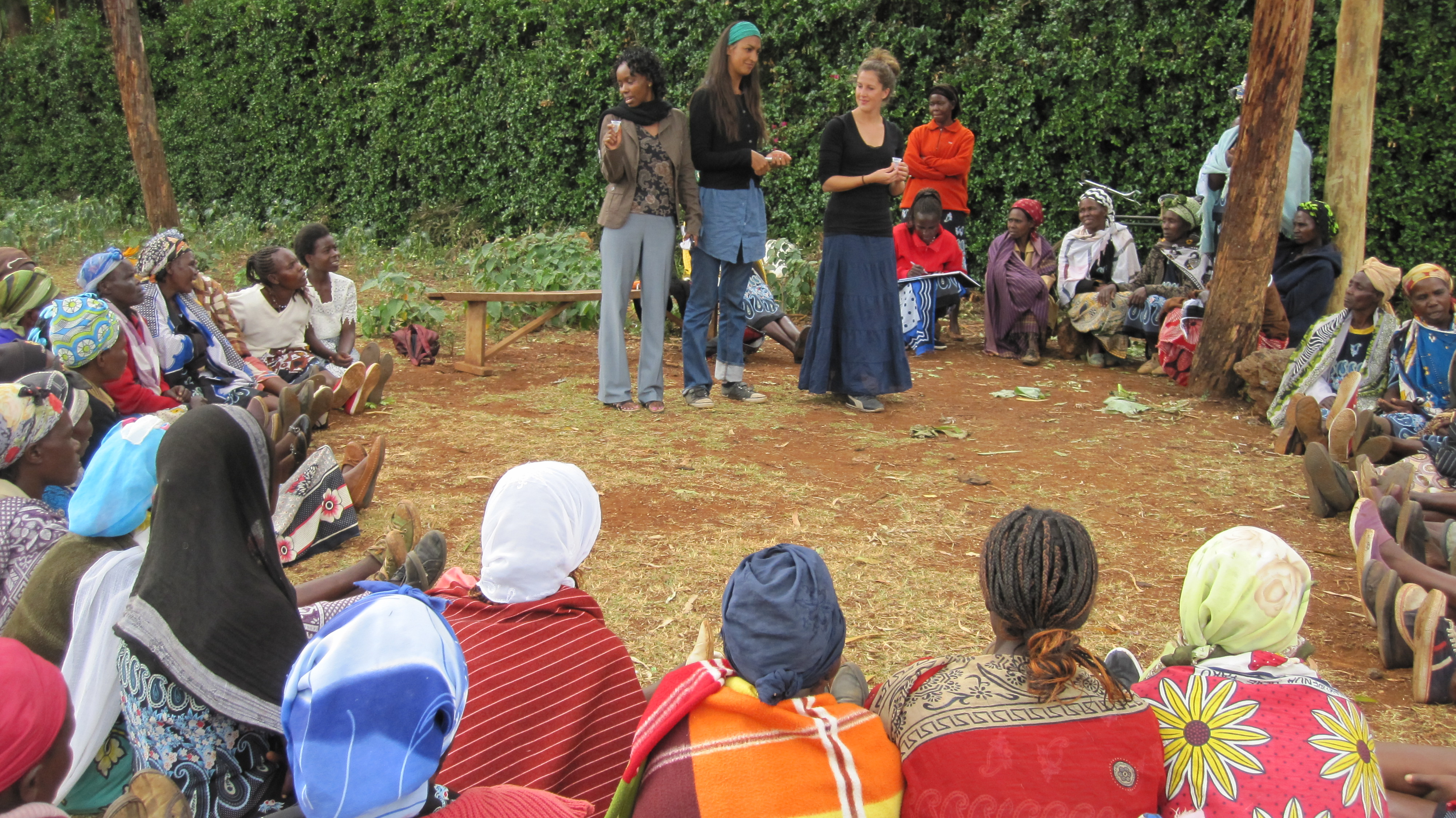
Zajęcia edukacyjne na temat używania kubeczków menstruacyjnych w Kenii

### Kenia
80% osób menstruujących w Afryce Wschodniej nie stać na środki higieniczne, a 60% uczennic, po rozpoczęciu miesiączkowania, rezygnuje z edukacji.
W 2019 za sprawą fundacji Zana Africa w Kenii przyjęto ustawę, na mocy której podpaski zostały uznane za podstawowe wyposażenie szkół, a rząd zobowiązał się do zabezpieczenia środków na ten cel.

## Ubóstwo menstruacyjne w poszczególnych krajach Australii i Oceanii

### Nowa Zelandia
Według badań organizacji pozarządowej Dignity, walczącej z ubóstwem menstruacyjnym, w Nowej Zelandii 95 tysięcy dzieci w wieku 9-18 lat regularnie opuszcza lekcje w szkole, ze względu na brak środków na zakup produktów higienicznych. 
Premierka Nowej Zelandii Jacinda Ardern zapowiedziała, że w czerwcu 2021 w nowozelandzkich szkołach zostanie uruchomiony program, mający na celu zaopatrzenie ich w darmowe produkty menstruacyjne.

### Australia Południowa
11 lutego 2021 w ramach strategii Attendance Matters samorząd Australii Południowej ogłosił wprowadzenie trzyletniego programu, mającego zapewnić dostęp do bezpłatnych produktów higienicznych w południowoaustralijskich szkołach wszystkim dzieciom uczęszczających do klasy 5 i wyższych.

## Ubóstwo menstruacyjne w poszczególnych krajach Ameryki Północnej

### Kanada
Z badań przeprowadzonych w 2018 przez Plan International Canada wynika, że 83% osób menstruujących poniżej 25 roku życia w Kanadzie odczuwa, iż okres ogranicza je w codziennych aktywnościach, natomiast 70% opuściło z tego powodu lekcje w szkole, czy dzień w pracy. W dużo większym stopniu problem ubóstwa menstruacyjnego dotyka ludy tubylcze, które zamieszkują północną część kraju, gdzie ceny produktów higienicznych są najwyższe (do $18, podczas gdy w innych regionach cena wynosi około $5). Od 2017 działa kolektyw Moon Time Sisters, który ma na celu zmniejszyć ubóstwo menstruacyjne w tych rejonach Kanady.
W czerwcu 2015 na terenie Kanady podatek VAT od produktów menstruacyjnych został zniesiony. W kwietniu 2019 rząd Kolumbii Brytyjskiej, jako pierwszy w kraju, wprowadził ogólnodostępne produkty menstruacyjne do szkolnych łazienek.

## Ubóstwo menstruacyjne w poszczególnych krajach Ameryki Południowej

### Wenezuela
W 2016 w Wenezueli z powodu hiperinflacji i braku podstawowych dóbr, ceny tamponów wzrosły o 1800%. Rezultatem tego zjawiska było powstanie czarnego rynku produktów menstruacyjnych, na którym ich ceny wynoszą około 1/3 miesięcznych zarobków przeciętnej kobiety. W roku 2021 cena jednego opakowania tamponów wynosiła równowartość wynagrodzenia za 3 miesiące pracy za płacę minimalną. 
Według badań Narodowego Instytutu Statystyki w Wenezueli, 28% dziewczynek opuszcza szkołę ze względu na brak dostępu do bieżącej i czystej wody. Z tego samego powodu, mimo braku oficjalnych danych, szacuje się, że Wenezuela jest krajem z największą ilością infekcji i zakażeń ginekologicznych na świecie. 
Deficyt lekarstw i środków higienicznych w Wenezueli sięga 90%, przez co wiele kobiet musi polegać na własnoręcznie produkowanych podpaskach, często wykonywanych ze starych koszulek, szmat i skarpet. Pomoc dostarczana przez organizacje pozarządowe wystarcza zaledwie 22% populacji. 